# شلالات روجي
شلالات روجي (بالإنجليزية: Rogie Falls) هي شلالات شهيرة تقع بالقرب من قرية كونون بريدج في المرتفعات الاسكتلندية، تُعد الشلالات مقصدًا سياحيًا شهيرًا، حيث تتميز بمشاهدها الطبيعية الخلابة، وخاصة في موسم صعود سمك السلمون خلال أواخر الصيف وأوائل الخريف، عندما يمكن رؤية الأسماك تقفز عبر الشلالات أثناء هجرتها إلى أعلى النهر.

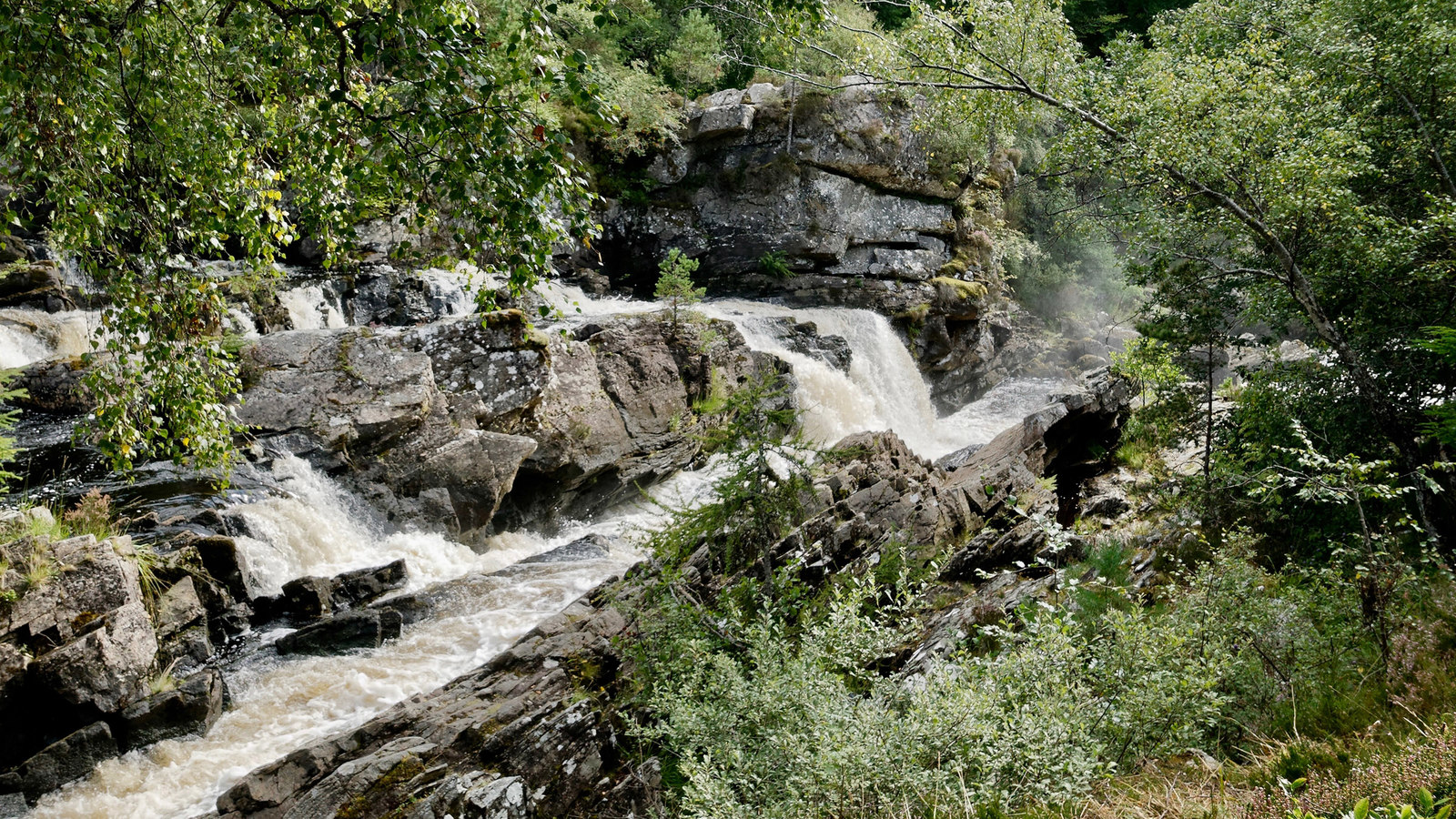

توجد جسور مشاة بالقرب من الشلالات، بما في ذلك جسر معلق يسمح للزوار بالحصول على إطلالات ممتازة على المياه المتدفقة والمنطقة المحيطة. المنطقة مجهزة بمسارات للمشي تتنوع بين السهلة والمتوسطة الصعوبة، مما يجعلها ملائمة لمجموعة واسعة من الزوار.

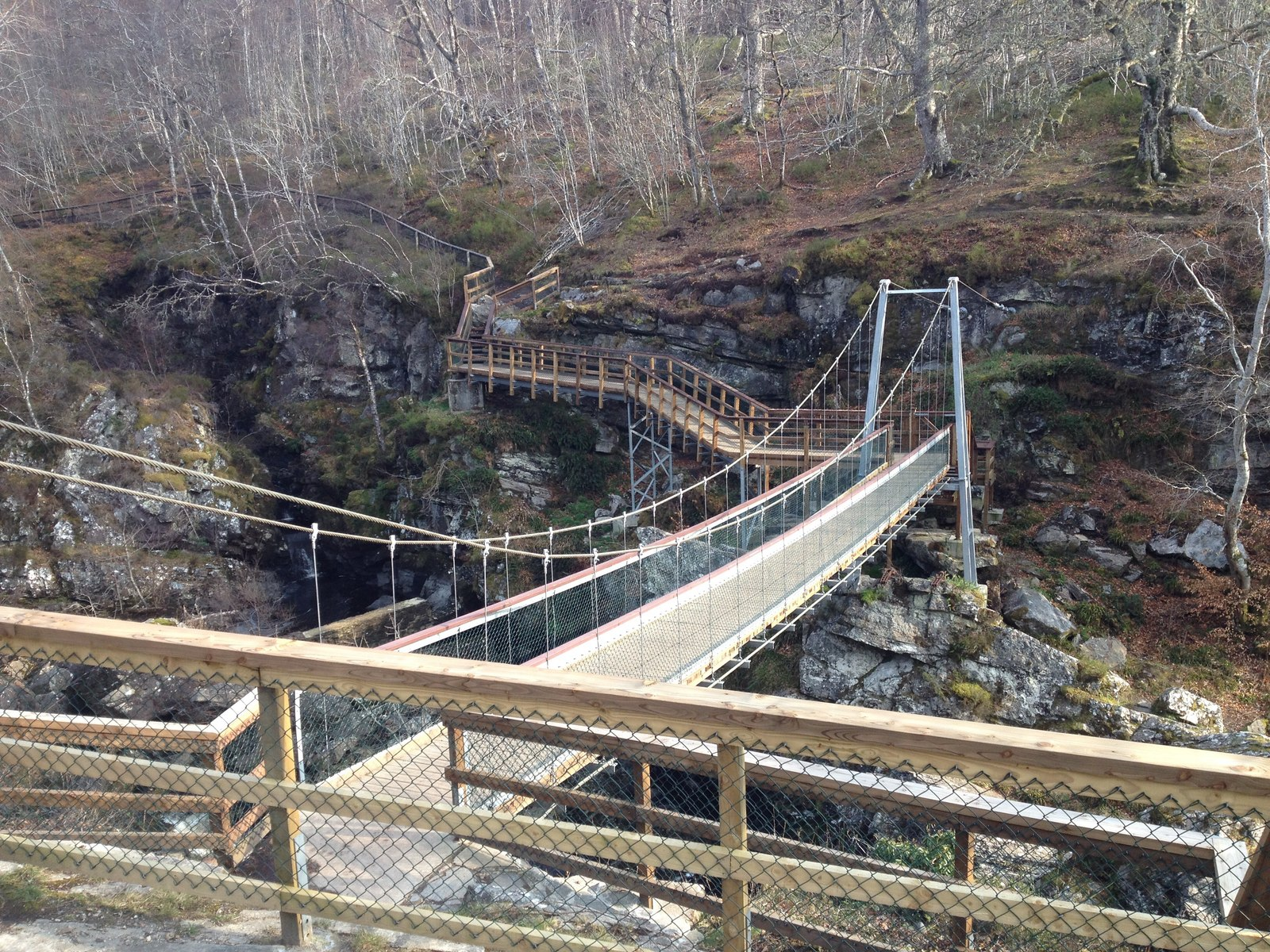

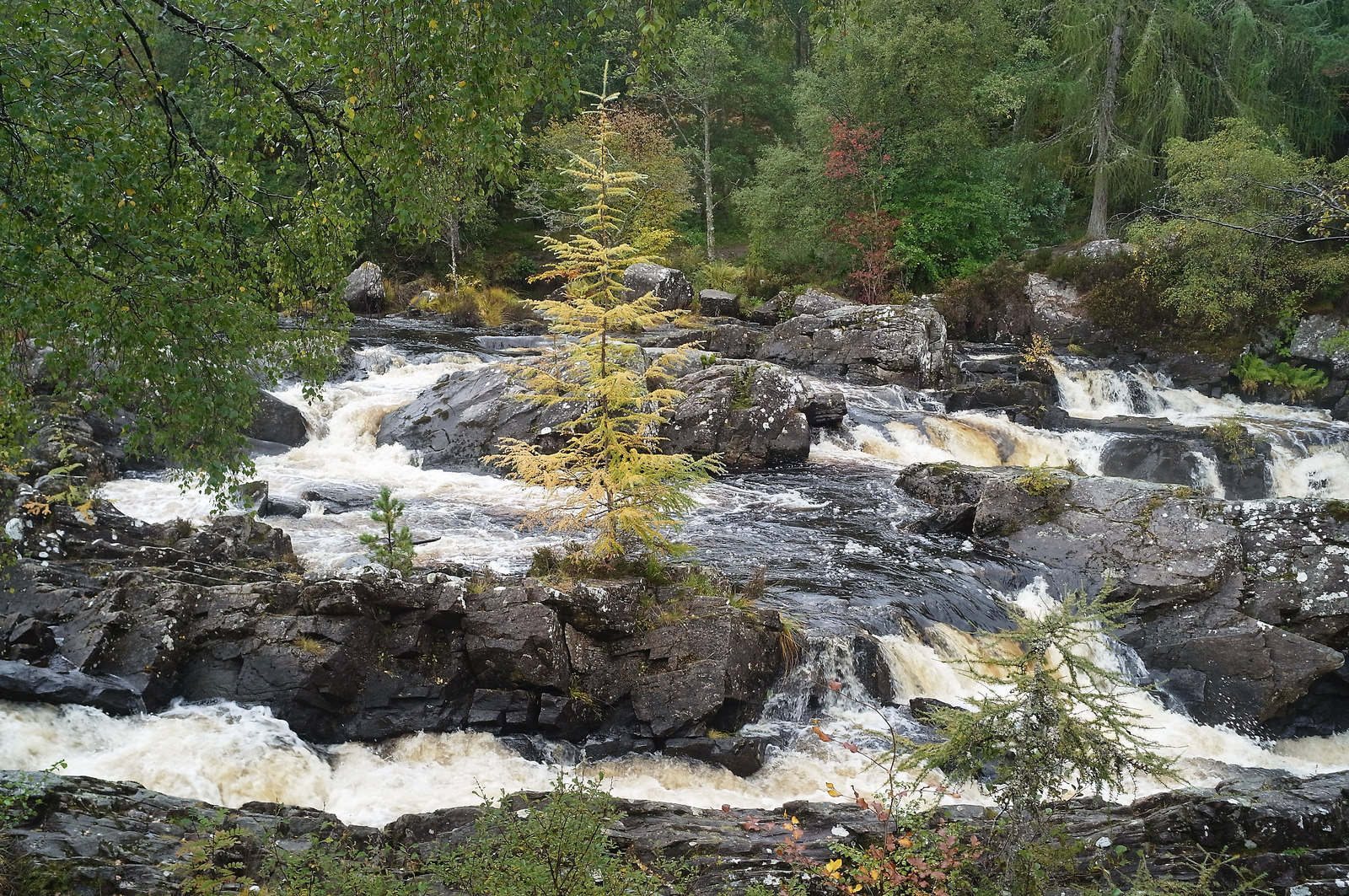

تُحيط بالشلالات غابات جميلة ومروج طبيعية، مما يعزز من جاذبيتها كوجهة لمحبي الطبيعة والمشي لمسافات طويلة والتصوير الفوتوغرافي.